# Tunnel del Turó de Montcada
Le tunnel del Turó de Montcada est un projet de construction d'un tunnel ferroviaire traverssant le Turó de Montcada. Ce tunnel serait le troisième tunnel ferroviaire de Collserola, après le tunnel de Horta de FGC, et le tunnel de la Renfe.  

## Histoire
Ce tunnel sera construit par ADIF dans le cadre du pla de Rodalies de Barcelona 2010-2015. Ce tunnel permettra aux services de la Renfe, comme la ligne R4 d’économiser 10 minutes de voyage entre Barcelone et le Vallès Occidental en ne passant pas par 4 gares. Le détournement de la ligne R4 ne laisserait pas ces 4 gares sans desserte, puisqu'elles continueraient à être desservies par la ligne R7.